# グランドメルキュール札幌大通公園
グランドメルキュール札幌大通公園（グランドメルキュールさっぽろおおどおりこうえん）は、札幌市中央区に所在する、アコー系のホテル・コンベンション施設。旧称はロイトン札幌。

## 概要
1992年開業。当初はコンベンション専用のホテルとしてオープンしたが、1994年頃から一般宿泊客の受け入れを始めた。各種の会議・学会・展示会・イベントなどのMICEに利用されている。
運営元の大和リゾート（DAIWA ROYAL HOTEL）が2023年に大和ハウス工業傘下を離れたことに伴い、同年7月にアコーホテルズが運営に参画。2024年4月1日より「グランドメルキュール札幌大通公園」にリブランドされる。

## 施設
客室
- ツインルーム (30m²)
- スタンダードダブルルーム (24m²)
- ラージダブルルーム (32m²)
- コネクティングルーム (30m²×2)
- エクシードツインルーム (30m²)
- スイートルーム (60m²)
- ロイヤルスイートルーム (120m²)

レストラン・バー
- カフェ・トリアノン
- 中国料理 万里
- 日本料理 大和
- バー クレスト

ウェディング
- チャペル
- 神前式
- ブライダルコスチュームサロン

宴会・会議・MICE
- ロイトンホール (1,607m²)
- エンプレスホール (336m²)
- リージェントホール (336m²)
- ハイネスホール (301m²)
- クリスタルルーム
  - A (101m²)
  - B/C (105m²)
  - D (66m²)
- パールホール
  - AB (125m²)
  - A/B (62m²)
  - C (64m²)
- エメラルドルーム
  - A (85m²)
  - B/C (89m²)
  - D (88m²)
- ガーネットホール
  - A (37m²)
  - B/C/D (19m²)
- パーティースペース キャッスル (311m²)
- ダイナスティ (68m²)

その他
- リエベ[6]
- 資生堂ビューティーサロン[7]
- フラワーショップ「ラ・ローゼ」
- 写真室「美光写苑」[8]
- ザ・ライブラリー

## アクセス
北1条宮の沢通・石山通沿いに位置しており、周辺には、大通公園、札幌市教育文化会館、北海道知事公館、北海道大学植物園、北海道庁などがある。
- 札幌市営地下鉄東西線西11丁目駅から徒歩約3分
- 北海道旅客鉄道（JR北海道）札幌駅から車で約5分
- 北都交通、北海道中央バス 新千歳空港連絡バス「ロイトン札幌」停留所
- 札幌市電、中央区役所前停留所から徒歩7分

## その他
- 屋上には、ラジオカロスサッポロの送信所が設置されている。

| 周波数  | 放送局名                                            | コールサイン | 空中線電力 | ERP | 放送対象地域           | 放送区域内世帯数 | 開局日        |
| ------- | --------------------------------------------------- | ------------ | ---------- | --- | ---------------------- | ---------------- | ------------- |
| 78.1MHz | 札幌コミュニティ放送局 愛称「ラジオカロスサッポロ」 | JOZZ1AI-FM   | 20W        | 39W | 中央区及び一部周辺地域 | 6万6029世帯      | 1996年7月20日 |